# Pygocalcager
Genre
Taxons de rang inférieur
Pygocalcager est un genre de mouches de la famille des Tachinidae. Actuellement, un seul membre du genre a été décrit, Pygocalcager humeratum, qui est endémique de Nouvelle-Zélande et a été décrit à l'origine comme Calcager humeratum par Hutton en 1901. Ce genre a été déplacé vers son propre genre en 1935 par Charles Henry Tyler Townsend.